# Lycaena tsugaruensis
Lycaena tsugaruensis är en fjärilsart som beskrevs av Watari 1937. Lycaena tsugaruensis ingår i släktet Lycaena och familjen juvelvingar. Inga underarter finns listade i Catalogue of Life.